# 9658 Imabari
9658 Imabari este un asteroid din centura principală de asteroizi.

## Descriere
9658 Imabari este un asteroid din centura principală de asteroizi. A fost descoperit pe 28 februarie 1996 la Kuma Kogen de Akimasa Nakamura. El prezintă o orbită caracterizată de o semiaxă mare de 2,41 ua, o excentricitate de 0,19 și o înclinație de 3,9° în raport cu ecliptica.